# Celeste Carballo
Celeste Primavera Carballo (Buenos Aires, 21 de septiembre de 1956), más conocida como Celeste Carballo, es una música y productora argentina de rock y blues, considerada una de las grandes voces del rock nacional.

## Biografía

### Primeros años
Celeste Carballo nació el 21 de septiembre de 1956 en el barrio de Devoto, ciudad de Buenos Aires. Es la menor de ocho hermanos. Sus familiares de origen judio, eran cultores del tango y en los años 1960, al transcurrir su niñez en la pampa húmeda en pleno boom del folclore argentino también recibió los influjos de esa música. Su infancia transcurrió en Coronel Pringles, una ciudad al suroeste de la provincia de Buenos Aires. Regresó a Buenos Aires y cursó sus estudios secundarios en el Colegio Nacional Tomás Guido en San Martín.

### Comienzos artísticos
A los diecinueve años, entrando en la Facultad de Psicología de la UBA dio un paso fundamental en su vida: formando Alter Ego, su primera banda, junto a su amigo Oscar Mangione en guitarra y Pedro Aznar en el rol de baterista. La canción «Mi último blues», formaba parte del repertorio de la banda cuando ésta se presentó en el Auditorio Kraft de Buenos Aires, abril de 1976.
Al año siguiente se disolvió la banda y Celeste continuó presentándose como solista en Villa Gesell, ciudad balnearia marítima que era uno de los centros de la movida hippie[cita requerida] una década antes, en los años 1960. 
Su música fue influenciada por bandas de rock argentinas de los 70, como Pappo's Blues, La Máquina de Hacer Pájaros, Pescado Rabioso y Aquelarre. Paralelamente hizo coros con La Máquina de Hacer Pájaros y Plus.
A finales de esta década Celeste trabajó en televisión haciendo coros en distintos programas, e incluso llegó a doblar la voz de Susana Giménez al momento de cantar en los programas con Alberto Olmedo.[cita requerida] También fue corista de Palito Ortega en varios recitales, y la voz de varias publicidades de aquella época. Con el dinero que ganaba se logró comprar una guitarra Ovation en cuotas, la que utilizó al principio de su carrera.

### Década de 1980
En 1982, luego de varios años de presencia en el underground, graba su primer disco, Me vuelvo cada día más loca.
El material reúne composiciones propias que se convertirían posteriormente en clásicos de la música nacional, como el tema que da título a la
placa, Querido Coronel Pringles, el dúo con David Lebón en Una Canción Diferente, más una versión de Desconfío con la colaboración
de su compositor,
Pappo, y El Último Blues.
El público canta sus canciones y las hace parte de sus propias vidas. Celeste hace giras por todo el país, y con su estilo salvaje va cortando con todo lo que la gente conocía como "cantante" hasta ese momento. Sin embargo, ella no se acomoda al estereotipo de lo que debe ser una estrella de rock.
En 1983 edita su segundo disco, Mi voz renacerá, grabado con los músicos que la acompañan el primer año de giras por todo el país: Tweety González en teclas, Lito Epumer en guitarra, Paul Dourge como bajista y Lucio Mazaira en la batería completando un cuarteto sólido para su primera presentación en Obras.
En 1984 hace gira promocional para sus dos primeros discos en España, ella canta compartiendo cartel con bandas de rock pesado españolas como Ángeles del Infierno, y Banzai. Toca en el estadio de Real Madrid, y en discotecas de Valencia y Pamplona. También participa de los shows de la TV Española dedicados al rock y da entrevistas en radios de Barcelona y Madrid. Tiene la oportunidad de mostrar su música en el big stage del Barcelona tocando con leyendas como Bob Dylan y Santana. Ese mismo año, acompañada de Juan Carlos Baglietto, Nito Mestre y Oveja negra, encara la gira y disco en vivo Por qué cantamos.
De regreso a la Argentina, Cece quiere tocar otra música. En 1985 cambia la guitarra electroacústica por la eléctrica, y ese material que se venía gestando en Madrid ve la luz con Celeste y La Generación. Charly García escucha el material en un show y se propone como director artístico para la grabación. Así se gestan en los estudios Panda las nuevas canciones de Cece: Los Poetas de Latinoamérica, Sabemos que Vuelvo Pronto, Buscábamos Vida, Autosuficiencia y No me voy a olvidar. Con Celeste y la Generación, Celeste logra tomar distancia de su figura como artista de consumo masivo y vive su etapa de extremo rock & punk. La Generación se presenta en el Estadio de Obras, convocando nuevo público y convirtiendo a cece en artista independiente a partir de ese momento y para siempre.
En diciembre de 1987, arma un espectáculo junto a Sandra Mihanovich y Ludovica Squirru llamado "Sandra, Celeste y yo". El espectáculo se convierte en éxito de temporada veraniega de Mar del Plata. En marzo de 1988 lo llevan a Buenos Aires continuando con el éxito de taquilla. Terminada la temporada de cuatro meses salen de gira por todo el país ya sin la compañía de Ludovica Squirru. Así queda completada la dupla "Sandra y Celeste" que se convierte en marca registrada y éxito total. Luego de un año de gira, graban el primer disco "Somos mucho más que dos", disco de oro que las lleva a continuar de gira también por países latinoamericanos, especialmente Chile donde repletan teatros. El rock y la balada encontraron su punto medio en esta unión de voces y estilos. Mujer contra mujer es el segundo disco de la dupla, aquí se logra un sonido más roquero con la producción de Fito Páez en el tema central y de Tweety González, Pedro Aznar, Andrés Calamaro, María Gabriela Epumer y Pappo en distintos tracks. La dupla se disuelve una vez completado el ciclo.
A fines de 1989, Carballo visita Imagen de Radio, un programa televisivo conducido por Juan Alberto Badía en el que contó su relación amorosa con Sandra Mihanovich.

### Accidente y tragedia
En 1989 Carballo sufrió un terrible accidente automovilístico en Cañuelas cuando su automóvil chocó bruscamente contra otro auto. Su madre quien la acompañaba en ese momento falleció en el acto. Celeste resultó con algunas lesiones leves.

### Década de 1990
En 1991, Celeste rearma su banda con María Gabriela Epumer y Claudia Sinesi en guitarra y bajo respectivamente, para preparar su próximo disco "Celeste en Buenos Aires". Compone «La otra orilla», «Tu amor es lila» y arregla el blues creado sobre un poema de Alfonsina Storni, «Queja». Realiza una versión tecno de "Yo no te pido" del cubano Pablo Milanés.
Viaja a Alemania para cantar en la Universidad de Bremen y allí coincide con Mercedes Sosa, que la invita a cantar en Berlín, Hamburgo, Fráncfort del Meno y Colonia.
En 1992 es invitada por Fito Páez para participar en su exitoso álbum El amor después del amor, en la canción Dos días en la vida junto con Fabiana Cantilo, en vivo interpreta la canción de Peter Gabriel Don't give up junto a Pedro Aznar, produce "Chocolate inglés", aquí la vemos entrando al estudio ION con el cartel oficial de "Productora" para este disco contando con el total apoyo de BMG. Graba el disco más logrado de su carrera según la opinión de sus fanes. Esta vez con canciones como "Todo empieza" escrita en colaboración con Dany Tomas, "El chino" en coautoría con Andrés Calamaro, más "Glosa de Navidad" y "Están sonando campanas". El clásico tango de Carlos Gardel y Alfredo Le Pera, "El día que me quieras", junto a Charly García es la primera oportunidad que Celeste encuentra para mostrar su "verdadera voz" y dirige el video en el que participan Charly García y el bailarín Julio Bocca. Este disco, obtiene el Premio ACE, otorgado por la Asociación de Cronistas del Espectáculo, al mejor disco de rock del año.
En 1993 es invitada a participar en el "Secret World Tour" de Peter Gabriel en Argentina, presentándose en el Estadio Vélez Sársfield ante unas cuarenta mil personas y siendo ovacionada por la gente que reacciona con emoción al escuchar la voz de cece como la propia voz cantando "Don`t give up", "Blood of Eden", "In your eyes".
Durante 1995 montó un espectáculo en tributo a Janis Joplin en el Roxy porteño. El show que es un éxito total de convocatoria y crítica se graba, resultando así editado al año siguiente bajo el nombre "Live at the roxy".
Es contratada por el festival indie más importante del movimiento feminista en Estados Unidos, el "Womyn Music Festival" de Míchigan en 1995. Canta sus canciones en español ante una audiencia de diez mil mujeres con mayoría angloparlante en el público. Hace una excelente performance en la apertura del escenario mayor, cerrando su set con "Mercedes Benz", el clásico de Janis y siendo ovacionada por un público que la descubre.
Es nominada como mejor cantante de rock de la década en el "Premio Konex", recibiendo el Konex de Platino 1995.
A mediados de 1996, después de participar en la banda de Charly García para los conciertos "Say No More", Celeste viaja a Atlanta, donde compone la música para la película Inn Trouble. En este proyecto trabaja con bandas y solistas independientes de la ciudad de Atlanta en Estados Unidos, afianzando su idea de ser la productora del próximo álbum.
En enero de 1997 se presenta en Buenos Aires Vivo, un concierto en la Plaza de las Naciones Unidas, de la Capital argentina, con una concurrencia de veinticinco mil personas y con la banda española Jarabe de Palo como invitados de lujo. También realiza una incursión como actriz en la serie Poliladron durante un mes, interpretando a "Azucena", un personaje que atrapa a niños y adolescentes de todo el país con sus grandes borceguíes como característica y su presencia rebelde.
También ese año arma una nueva banda: bajo, batería y Celeste soleando en la Telecaster, para salir a tocar y crear arreglos, rearmar textos y descubrir grooves para cada tema de Tercer infinito, su próximo CD. Compone temas nuevos basándose en la armonía del blues, ritmos funkies y usando imágenes costumbristas en los textos, creando una colección de crónicas porteñas. Excelentes climas que provocan ganas de bailar y que hacen ver las calles de la ciudad en movimiento. En octubre de 1998 sale a la venta su disco Tercer infinito. Este trabajo muestra a Celeste en sus raíces, donde el Rock y el Blues son protagonistas.
En enero de 1999, ante una multitud que colma Puerto Madero en Buenos Aires, Celeste se presenta con su Banda del Oeste, en la noche de las mujeres del Buenos Aires Vivo III, en donde compartió cartel con Fabiana Cantilo.
También en las cercanías de Puerto Madero, y esta vez como invitada de La Fura dels Baus, Celeste canta ante 20.000 personas colgada de un arnés a varios metros del suelo.
El 2 de mayo de 1999, Celeste participa en el 1.er. Festival Argentino en Miami con su Banda del Oeste, y luego viaja a Los Ángeles, California por primera vez en su vida, llevando la música de Tercer Infinito.
A la altura de su décimo disco, una de las mujeres que en los últimos 15 años ha sabido enfrentar con música los prejuicios masculinos del micromundo roquero argentino, está finalmente decidida a salir a mostrar lo suyo en otros territorios.

### Década del 2000
Durante el año 2000, comienza a escribir textos de tangos y conoce al maestro José Colángelo, con quien compone el tango “Buenos Aires no tiene la culpa”.
Celeste realiza giras por el interior del país, con la particularidad de brindarle oportunidades a los músicos jóvenes. En cada ciudad donde Carballo toca, lo hace acompañada de una banda local, como La Jarillera de Mendoza en el Teatro Quintanillas y también en el Parque Independencia y muchos otros lugares de esa provincia.
En el 2001 entra en estudios Circo Beat para grabar el primer disco en coproducción con Popart, Celesteacústica. Con este disco versiona sus canciones más clásicas en formato acústico, con arreglos de cuerdas de Alejandro Terán, y la participación de invitados como Los Ratones Paranoicos y Charly García.
Celesteacústica contiene además la versión de "Paloma", tema de Andrés Calamaro. El disco es nominado como mejor producción de voz femenina de rock en los Grammy Latin Award.
En el 2002 cece viaja a Los Ángeles para trabajar en la edición de su disco en Estados Unidos y para comenzar a componer nuevo material. Cierra el año presentando Celesteacústica en el Teatro Coliseo de Buenos Aires.
También al año siguiente 2003 viaja para cantar en el Festival San Francisco Pride donde se presenta en power trío eléctrico. Vuelve a Europa, esta vez se presenta en la ciudad de Viena.
2004 es el año de grabar en el estudio Del Cielito en las afueras de la Ciudad de Buenos Aires su segundo disco para Tocadiscos, Celesteacusticados!.
Esta producción de Celeste Carballo logra superar en calidad la idea original de "Celesteacústica", con arreglos de cuerdas de Alejandro Terán versiona canciones del rock argentino. "Aprendizaje" de Charly García, "Agua" de Los Piojos, "Yo vengo a ofrecer mi corazón" de Fito Páez. También libera a sus canciones de sus estilos originales, "Es la vida que me alcanza" en estilo latino, "Que suerte que viniste" con la banda de Pablo Guerra, líder y coautor de Los Caballeros de la Quema. Compone junto con Cuti Carabajal la chacarera "Cuando seamos del amor" y la graba en este disco que contiene el tango que escribió con José Colángelo, "Buenos Aires no tiene la culpa".
Presenta "Celesteacusticados!" en el Teatro Ateneo de Buenos Aires al tiempo que ensaya un espectáculo para Brasil con el repertorio de la obra de Ariel Ramírez y Félix Luna, Mujeres Argentinas y Cantata Sudamericana. Toca con su banda en el Festival Quilmes Rock y en La Trastienda.
En el 2005 cece canta acompañada por Facundo Ramírez (hijo de Ariel Ramírez) y Jorge Giuliano. El repertorio de Mujeres Argentinas y Cantata Sudamericana es acompañado por otras canciones de ritmos folclóricos sudamericanos. Simultáneamente rearma su banda eléctrica y comienza a ensayar material que ha compuesto en los últimos tres años. La idea de hacer cecesrock como continuidad, motor para esta máquina de componer, cantar y hacer discos que es cece, a más de veinte años de empezar su carrera de cantante y compositora, con once discos editados, es nuevamente nominada como mejor cantante de la década 1995-2004 en los Premios Konex. Recambios de público permanentes en su carrera como característica, amada por tres generaciones en Argentina, convocada por Adicta, con quienes graba la canción "Allí estaré" en el CD de la banda "Día de la fiebre".
En el 2006 arma un show de tangos nuevos, grabándolo para posteriormente editarlo en DVD, y es convocada para participar en el disco Escuchame Entre El ruido - 40 años de Rock Argentino, junto a sus compañeros de ruta Luis Alberto Spinetta, Indio Solari, Gustavo Cerati y Claudia Puyó, entre otros.
En 2007 Eternal Sunday lanza en formato de descarga digital el sencillo "Preludio Para El Año 3001".
En 2008 B, M, V lanza su álbum "Celos" en CD y DVD. En julio de 2009, recibió el Premio Gardel, otorgado por CAPIF (la cámara de productores fonográficos), máximo galardón de la música argentina, al Mejor Álbum Femenino de Tango por "Celos", que también obtuvo una nominación como Mejor Álbum nuevo artista de tango.
En 2010, comienza en la elaboración de lo que se convertirá en otoño 2011 en su próximo álbum de estudio. "Mujer de piedra", un disco de rock y blues con diez nuevas canciones que la compositoria ha venido componiendo a lo largo de estos años de silencio desde su última placa de canciones inéditas (Tercer infinito, 1998). El disco es presentado en el teatro ND Ateneo el 14 de mayo cuyo primer sencillo de promoción es "Cruz del sur" elegido por Mega 98.3 en soporte de Mujer de piedra; mientras que la cantante ha elegido el reggae "Quema tóxica" para filmar el videoclip para sumar sentido a la causa y concientización de los humos generadoras por la quema de basura.
En 2014 es desafiada en Tu cara me suena 2 (programa de televisión) para realizar una imitación de una cantante de Rock & Roll estadounidense, Janis Joplin. Celeste lleva a cabo esta imitación con mucho éxito, gracias a su poderosa voz y se lleva los aplausos de todo el jurado y público presente. Es candidata para Tu cara me suena 3.
En 2015 recibió su cuarto Premio Konex en su carrera, definiéndose, según la Fundación Konex, durante 4 década seguidas como una de las mejores solistas femeninas de rock de la Argentina.
El viernes 2 de octubre de 2015 se presenta en el Teatro Opera de la Ciudad de Buenos Aires con el espectáculo "Se vuelve cada día más loca" donde graba en
vivo los temas de su Primer Álbum "Me vuelvo cada día más loca" con sus arreglos originales para recuperar los derechos fonomecánicos de ese 
disco y además adelantó temas nuevos de "Por amor al Blues". En el show además toca sus grandes éxitos y cuenta con Palito Ortega como invitado
con quien interpretan "Sabor a nada".
En agosto de 2016 edita su álbum "Se vuelve cada día más loca por amor al blues" grabado parte en vivo en el teatro Opera en 2015 y con algunos
temas en estudio. El álbum tiene 12 temas con lo mejor de su primer disco y temas nuevos como "Amanecer de un día García", "Por amor al blues",
"Alfonsina volvé a nacer" y "Debajo del aguarybay" entre otros.
El 16 y 23 de septiembre de 2016 presenta este CD en el ND Teatro de C.A.B.A con gran suceso de crítica y público.
En octubre se presenta en Tecnópolis federal en Santiago del Estero en su debut en la comedia musical "El Libertador" de Marisé Monteiro,
junto a Raúl Lavié y Germán Barceló, para luego repetir la experiencia en noviembre en Tecnópolis federal esta vez en La Rioja junto a 
Fernando Dente.

## Rango vocal
Celeste posee una de las voces más inconfundibles y elogiadas de la Argentina, tal es así que algunos medios especializados la consideran la voz del rock nacional. Su rango vocal es verdaderamente amplio y abarca desde un B2 a un F#6 en voz de cabeza. Su nota más aguda en voz de pecho es un B5. De esta forma su voz cubre 3.7 octavas.

## Discografía
| Año  | Disco                                                                                 | Sello          |
| ---- | ------------------------------------------------------------------------------------- | -------------- |
| 1982 | Me vuelvo cada día más loca                                                           | Interdisc      |
| 1983 | Mi voz renacerá                                                                       | Interdisc      |
| 1984 | Por qué cantamos (Juan Carlos Baglietto, Celeste Carballo, Nito Mestre & Oveja Negra) | EMI            |
| 1985 | Celeste y La Generación                                                               | Interdisc      |
| 1988 | Somos mucho más que dos (Sandra y Celeste)                                            | BMG            |
| 1990 | Mujer contra mujer (Sandra y Celeste)                                                 | BMG            |
| 1991 | Celeste en Buenos Aires                                                               | BMG            |
| 1992 | Chocolate inglés                                                                      | BMG            |
| 1996 | Live at the roxy                                                                      | Roxy/Musimundo |
| 1998 | Tercer infinito                                                                       | DBN            |
| 2001 | Celesteacústica                                                                       | Tocka Discos   |
| 2004 | Celesteacusticados!                                                                   | Pelo           |
| 2008 | Celos                                                                                 | BMV            |
| 2011 | Mujer de piedra                                                                       | EMI            |
| 2016 | ¡¡Se vuelve cada día más loca... por amor al blues!!                                  | Warner         |
| 2019 | Chocolate Inglés Rock                                                                 | Cece Digital   |
| 2023 | Celeste en Jazz & Pop '82                                                             | Cece Digital   |

## Videografía
- Celos - 2009

## Sencillos
- "Me vuelvo cada día más loca / Qué suerte que viniste" (1982)
- "Una canción diferente / Querido Coronel Pringles" (1982)
- "Me vuelvo cada día más loca" (1984, España)
- "Sabemos que no es fácil" (1988, con Sandra Mihanovich)
- "Corazón de neón" (1990, Con Sandra Mihanovich)
- "Preludio Para el Año 3001 (Renaceré)" (2008, sencillo digital)
- "Lucille" (2020, Cece Digital)
- "La voz de Iemanjá" (2021, Cece Digital)